# Carlson-Gletscher
Der Carlson-Gletscher ist ein 15 km langer Gletscher im Grahamland auf der Antarktischen Halbinsel. An der Fallières-Küste fließt er zwischen Mount Edgell und den Relay Hills in nördlicher Richtung zum südlichen Teil der Fallières-Küste. In diesem südöstlichen Abschnitt der Marguerite Bay zwischen Kap Berteaux und Mount Edgell an der Antarktischen Halbinsel bildete der Carlson- zusammen mit zwei anderen Gletschern bis in die 1990er Jahre das mittlerweile aufgelöste Wordie-Schelfeis.
Die United States Navy fertigte 1966 Luftaufnahmen vom Gletscher an. Der British Antarctic Survey nahm zwischen 1970 und 1973 Vermessungen vor. Das Advisory Committee on Antarctic Names benannte ihn 1979 nach Burford A. Carlson (* 1929), Meteorologe der Unterstützungseinheiten der US Navy bei der Operation Deep Freeze der Jahre 1970 und 1971.